# Робърт Ъндъруд Джонсън
Робърт Ъндъруд Джонсън е американски писател и дипломат.

## Биография и творчество
Джонсън започва работа в списание „Сенчъри“ през 1873 година, където работи на различни позиции до май 1913 година. Същевременно пише и за месечното издание „Скрибнърс“.
Използвайки влиянието на списание „Сенчъри“, Ъндъруд, паралелно с прочутия натуралист Джон Мюър, е една от най-важните личности за създаването на националния парк Йосемити в Калифорния, САЩ, през 1890 година. През 1889 г. Джонсън и Мюър основават клубът Сиера, чиято цел е да запазва Сиера Невада.
През 1890-те години Джонсън и съпругата му Кетрин стават много близки приятели с изобретателя Никола Тесла.
Джонсън е една от първите личности, работила по създаването над международното авторско право.
Посланик на САЩ в Италия от април 1920 до юли 1921.